# Радзинь (Любуське воєводство)
Радзинь (пол. Radzyń) — село в Польщі, у гміні Слава Всховського повіту Любуського воєводства.
Населення — 452 особи (2011).
У 1975-1998 роках село належало до Зеленогурського воєводства.

## Демографія
Демографічна структура станом на 31 березня 2011 року:
|          | Загалом | Допрацездатний вік | Працездатний вік | Постпрацездатний вік |
| -------- | ------- | ------------------ | ---------------- | -------------------- |
| Чоловіки | 218     | 50                 | 134              | 34                   |
| Жінки    | 234     | 44                 | 131              | 59                   |
| Разом    | 452     | 94                 | 265              | 93                   |